# Ро Скорпиона
Ро Скорпиона (Иклиль, ρ Scorpii, ρ Sco, Rho Scorpii, Rho Sco) — звезда четвёртой величины, находящаяся в созвездии Скорпион рядом с его головой и клешнями.
Её легко найти, следуя взглядом вниз от яркого Граффиаса (Бета Скорпиона) через Дшуббу (Дельта Скорпиона) и Пи Скорпиона: следующей звездой будет Ро. Имея склонение 29° южнее небесного экватора, Ро Скорпиона является звездой южного небесного полушария. В северном полушарии звезда наблюдается до 61° северной широты, то есть почти во всех странах мира, кроме Гренландии, северных регионов Канады и России, а также Исландии и большей части Швеции и Норвегии. Как и всё созвездие Скорпион, звезда Ро Скорпиона лучше всего видна с мая по август.
В 2017 году Международный астрономический союз присвоил официальное собственное имя звезде — Иклиль, в честь исторического труда «Аль-Иклиль», написанного арабским учёным Абу Мухаммадом аль-Хамдани.

## Свойства звезды
Звезда является горячей (21 150 K), массивной бело-голубой звездой главной последовательности (или, возможно, субкарликом) спектрального класса B (B2). Предполагается, что термоядерное горение с участием водорода в ядре звезды займёт 33 миллиона лет; возраст звезды составляет примерно половину времени водородного горения — 15 миллионов лет, и, следовательно, сейчас звезда находится в середине своей жизни на главной последовательности. Ро Скорпиона находится на расстоянии в 410 световых лет от Солнца и имеет светимость 2540 солнечной. Поскольку она находится не очень далеко от нас, свет звезды ослабляется межзвездной пылью всего на 0m,13 величины. Зная светимость и температуру звезды, можно вычислить, что её радиус 3,75 раз больше солнечного, а её масса теоретически должна быть в 7,5 раз больше солнечной. В конце своей жизни звезда, после прохождения стадии красного гиганта, станет массивным белым карликом, похожим на Сириус B. Для подобной горячей звезды спектрального класса B экваториальная скорость вращения оценивается в 140 км/с, что позволяет определить период обращения в 1,4 дня.

## Звёздная система
Ро Скорпиона является спектрально-двойной звездой и спектральные исследования показывают, что у неё есть очень близкий спутник, который имеет период обращения 4,003 дня, но о котором ничего не известно. Если предположить, что он имеет массу Солнца, то в этом случае средние расстояние между звёздами составит лишь десятую часть астрономической единицы (четверть расстояния от Солнца до Меркурия), эксцентриситет будет 0,27, периастр — 0,075 а.е., а апоастр — 0,13 а.е. На удалении около 40 секунд дуги от Ро Скорпиона находится визуальный компаньон — звёздочка 13-й величины (12m,8). Если они гравитационно связаны, что вполне вероятно, то компаньон находится на расстоянии, по крайней мере, 4900 а.е. от Ро Скорпиона и период его обращения по орбите составляет более 114 000 лет.

## OB-ассоциация Скорпиона-Центавра
Ро Скорпиона принадлежит к OB-ассоциации Скорпиона-Центавра, как и многие другие яркие звёзды южного неба, такие как Ро Змееносца, 48 Весов и Антарес, вместе с которыми звезда не так давно находилась в одном гигантском газово-молекулярном облаке. Эта ассоциация является очень большой: она состоит из приблизительно 1200 звёзд. Все они сформировались в одно и то же время, от 5 до 17-22 млн лет назад. Самые массивные звезды ассоциации, вероятно, уже взорвались как сверхновые и спровоцировали дальнейший процесс формирования новых звёзд. Ассоциация Скорпиона-Центавра разделена на три подгруппы звезд, называемых Верхняя Скорпиона (Upper Scorpius) Верхняя Центавра — Волка (Upper Centaurus-Lupu) и Нижняя Центавра — Южного Креста (Lower Centaurus-Crux). Ро Скорпиона почти наверняка принадлежит к первой из этих подгрупп. Среднее расстояние от Земли до подгруппы составляет около 500—600 световых лет.